# Terry Hall
Terence Edward Hall (Coventry, 19 de Março de 1959 – 18 de dezembro de 2022) foi um músico inglês, vocalista da banda de ska britânica The Specials.

## Biografia

### The Specials
Em 1979, após participar de bandas locais, Terry ingressou no Specials (inicialmente chamado Special AKA). A banda tem grande popularidade no Reino Unido, começando o que seria a segunda leva do ska (A era Two-Tone). Com a banda, Terry gravou dois álbuns: The Specials, de 1979 e More Specials, de 1980. A banda fez seu retorno aos palcos em Abril de 2008 e Terry declarou, em uma entrevista, que a banda tinha planos de continuar a turnê de reunião até meados de 2011.

### The Fun Boy Three
Depois do segundo disco, Terry deixou o Specials para formar, juntamente com Neville Staple e Lynval Golding, seus companheiros na antiga banda, o The Fun Boy Three, com um som mais voltado para o pop e a new wave. 

### Outros projetos
Depois de uma breve, mas bem-sucedida carreira com o Fun Boy Three, Terry partiu para outros projetos musicais, como o The Colourfield, banda formada em Manchester, e o Terry, Blair & Anouchka.

### Morte
Hall morreu em 18 de dezembro de 2022, aos 63 anos de idade após um câncer pancreático.